# Ubisoft Stockholm
 (août 2025).
Motif : Succursale d'Ubisoft, pas de sources centrée, pas d'impact public
- Archive Wikiwix
- Bing
- Cairn
- DuckDuckGo
- E. Universalis
- Gallica
- Google
- G. Books
- G. News
- G. Scholar
- Persée
- Qwant
- (zh) Baidu
- (ru) Yandex
- (wd) trouver des œuvres sur Wikidata

| 1. | Préciser le motif de la pose du bandeau. | Précisez le motif de la pose du bandeau en utilisant la syntaxe suivante : {{admissibilité à vérifier\|date=août 2025\|motif=remplacez ce texte par le motif}}                         |
| 2. | Informer les utilisateurs concernés.     | Pensez à avertir le créateur de l'article, par exemple, en insérant le code ci-dessous sur sa page de discussion : {{subst:avertissement admissibilité à vérifier\|Ubisoft Stockholm}} |

Ubisoft Stockholm est un studio suédois de développement de jeux vidéo. Il a ouvert en 2017 à Stockholm.

## Historique
La création de ce nouveau studio en Europe est annoncée dans un communiqué le 8 août 2017.
Ce studio a collaboré avec Massive Entertainment dans le développement de jeux tels que Avatar: Frontiers of Pandora.